# Legislature della Repubblica Italiana
Nell'ordinamento costituzionale italiano, viene chiamata legislatura il periodo in cui rimangono in carica gli eletti alla Camera dei deputati e al Senato della Repubblica in seguito alle elezioni politiche.
Secondo l'articolo 61, secondo comma, della Costituzione della Repubblica, «finché non si siano riunite le nuove Camere sono prorogati i poteri delle precedenti», pertanto una legislatura si conclude il giorno stesso della riunione delle nuove Camere.
Per effetto degli scioglimenti anticipati delle Camere (verificatosi finora per nove legislature, la cui durata è stata inferiore ai cinque anni attualmente previsti dalla Costituzione), che pongono termine alle relative legislature, la durata media delle prime 18 legislature è stata di 50 mesi (cioè 4 anni e 2 mesi) anziché di 60 (cioè 5 anni). Dal punto di vista cronologico, le date di svolgimento delle elezioni legislative dal 1948 al 2018 (così come quelle dell'Assemblea Costituente, nel 1946) sono state fissate in un periodo che va da fine febbraio a fine giugno, quindi sempre nella prima metà dell'anno; la prima — e finora unica — eccezione è costituita dalle elezioni politiche anticipate del 2022.
Va osservato che, fino alla revisione del 1963, la legislatura della Camera dei Deputati e del Senato della Repubblica avevano costituzionalmente durate diverse (rispettivamente cinque e sei anni), ma nei fatti nel 1953 e nel 1958 si provvide a scogliere anticipatamente il Senato in occasione della scadenza della Camera, al fine di procedere ad un'unica tornata elettorale di rinnovo di entrambi i rami del Parlamento, rendendo così allineati i termini della I e della II legislatura di entrambe le Camere. A seguito della riforma costituzionale, le due Camere hanno durata uguale.

## Elenco
| Legislatura           | Elezioni            | Inizio          | Fine            | Durata (giorni) | Durata (anni) | Numero di governi | Numero di Presidenti del Consiglio | Governi con un Presidente del Consiglio uguale al precedente |
| --------------------- | ------------------- | --------------- | --------------- | --------------- | ------------- | ----------------- | ---------------------------------- | ------------------------------------------------------------ |
| Assemblea Costituente | 2-3 giugno 1946     | 25 giugno 1946  | 31 gennaio 1948 | 586             | 2             | 3                 | 1                                  | 2                                                            |
| I                     | 18-19 aprile 1948   | 8 maggio 1948   | 24 giugno 1953  | 1874            | 5             | 3                 | 1                                  | 2                                                            |
| II                    | 7-8 giugno 1953     | 25 giugno 1953  | 11 giugno 1958  | 1813            | 5             | 6                 | 6                                  | —                                                            |
| III                   | 25-26 maggio 1958   | 12 giugno 1958  | 15 maggio 1963  | 1799            | 5             | 5                 | 3                                  | 1                                                            |
| IV                    | 28-29 aprile 1963   | 16 maggio 1963  | 4 giugno 1968   | 1847            | 5             | 4                 | 2                                  | 2                                                            |
| V                     | 19-20 maggio 1968   | 5 giugno 1968   | 24 maggio 1972  | 1450            | 4             | 6                 | 4                                  | 3                                                            |
| VI                    | 7-8 maggio 1972     | 25 maggio 1972  | 4 luglio 1976   | 1502            | 4             | 5                 | 3                                  | 2                                                            |
| VII                   | 20-21 giugno 1976   | 5 luglio 1976   | 19 giugno 1979  | 1080            | 3             | 3                 | 1                                  | 2                                                            |
| VIII                  | 3-4 giugno 1979     | 20 giugno 1979  | 11 luglio 1983  | 1483            | 4             | 6                 | 4                                  | 2                                                            |
| IX                    | 26-27 giugno 1983   | 12 luglio 1983  | 1º luglio 1987  | 1451            | 4             | 3                 | 2                                  | 1                                                            |
| X                     | 14-15 giugno 1987   | 2 luglio 1987   | 22 aprile 1992  | 1757            | 5             | 4                 | 3                                  | 1                                                            |
| XI                    | 5-6 aprile 1992     | 23 aprile 1992  | 14 aprile 1994  | 722             | 2             | 2                 | 2                                  | —                                                            |
| XII                   | 27-28 marzo 1994    | 15 aprile 1994  | 8 maggio 1996   | 755             | 2             | 2                 | 2                                  | —                                                            |
| XIII                  | 21 aprile 1996      | 9 maggio 1996   | 29 maggio 2001  | 1847            | 5             | 4                 | 3                                  | 1                                                            |
| XIV                   | 13 maggio 2001      | 30 maggio 2001  | 27 aprile 2006  | 1794            | 5             | 2                 | 1                                  | 1                                                            |
| XV                    | 9-10 aprile 2006    | 28 aprile 2006  | 28 aprile 2008  | 732             | 2             | 1                 | 1                                  | —                                                            |
| XVI                   | 13-14 aprile 2008   | 29 aprile 2008  | 14 marzo 2013   | 1781            | 5             | 2                 | 2                                  | —                                                            |
| XVII                  | 24-25 febbraio 2013 | 15 marzo 2013   | 22 marzo 2018   | 1834            | 5             | 3                 | 3                                  | —                                                            |
| XVIII                 | 4 marzo 2018        | 23 marzo 2018   | 12 ottobre 2022 | 1665            | 4             | 3                 | 2                                  | 1                                                            |
| XIX                   | 25 settembre 2022   | 13 ottobre 2022 | in corso        | 881             | 3             | 1                 | 1                                  | —                                                            |